# Larisa am Hermos

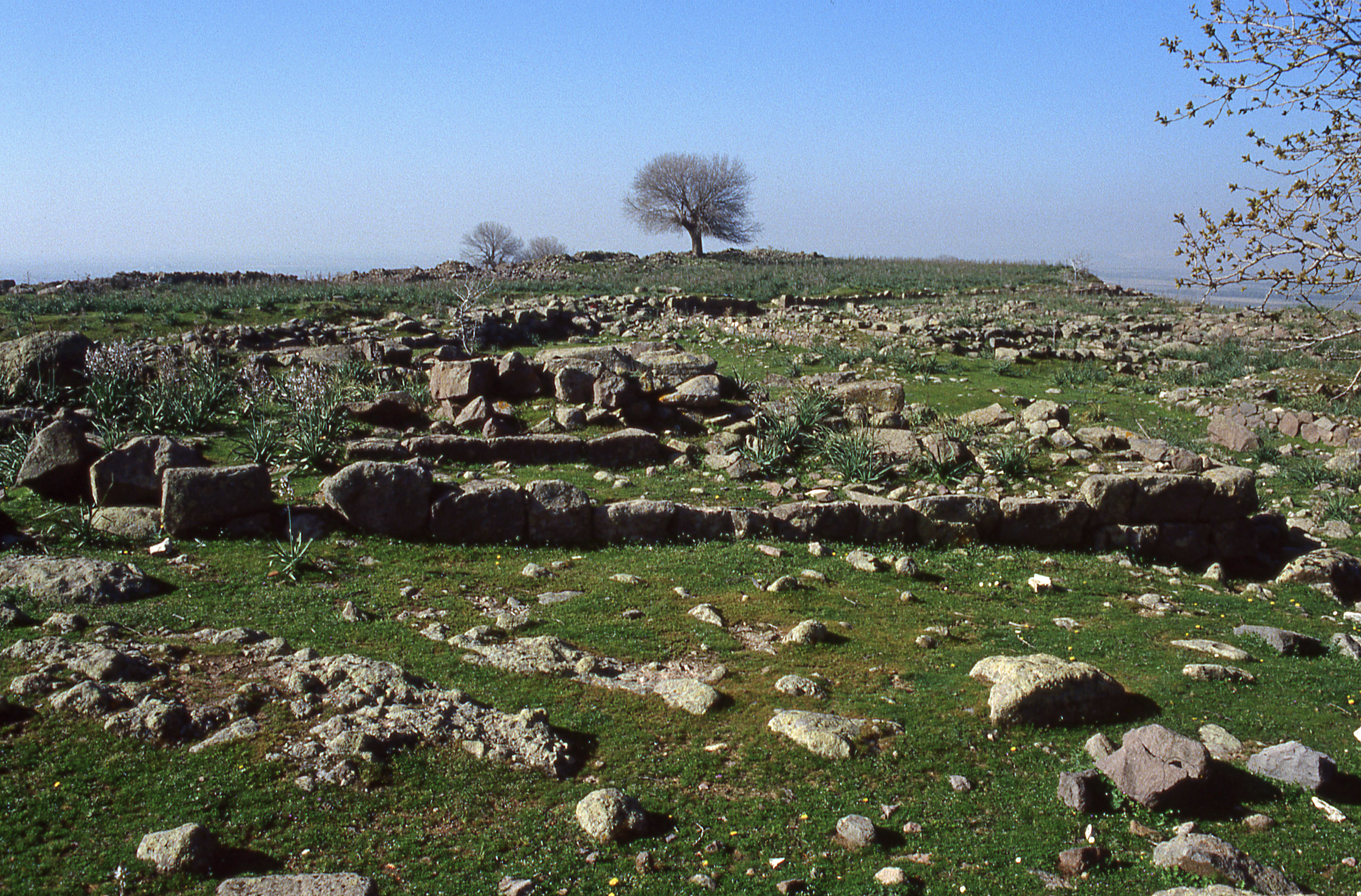
Ruinen von Larisa am Hermos – antike Stadt in der heutigen Türkei (1991)

Larisa am Hermos (griechisch Λάρισα, Λάρισσα) war eine antike Stadt in der kleinasiatischen Landschaft Aiolis.
Larisa lag nördlich des Unterlaufes des Flusses Hermos in der Aiolis in der heutigen Türkei. Bereits bei Homer als Stadt der Pelasger erwähnt, wurde Larisa von dem griechischen Stamm der Aioler erobert und erhielt fortan den Beinamen Phrikonis. In archaischer Zeit (ca. 700–490 v. Chr.) war Larisa im aiolischen Elfstädtebund organisiert, im 5. Jahrhundert v. Chr. im Attisch-Delischen Seebund. 399 wurde die Stadt von Thribon vergeblich belagert, 398 schließlich von Derkylidas übernommen. In hellenistischer Zeit (332–330 v. Chr.) verkam Larisa zu einem Dorf.
Die Identifikation von Larisa mit der antiken Stadt bei Buruncuk mit einem Palast, einem Megaronkomplex des 6. Jahrhunderts v. Chr., einer Wehrmauer, sowie einem jüngeren Palast von ca. 330 v. Chr. mit 4 Megara, wird heute allgemein angenommen. Möglich wäre auch die Lokalisierung bei Yanıkköy.